# Mohammed Dauda
Mohammed Dauda (Kumasi, 20 febbraio 1998) è un calciatore ghanese, attaccante del Tenerife.

## Caratteristiche tecniche
È una seconda punta.

## Carriera

### Club
Cresciuto nel settore giovanile dell'Asante Kotoko, ha esordito in prima squadra il 9 marzo 2016 disputando l'incontro di campionato pareggiato 0-0 contro l'Ashanti Gold.
Il 3 gennaio 2017 è stato acquistato dall'Anderlecht. Debutta con il club belga il 4 febbraio disputando l'incontro di Pro League pareggiato 2-2 contro il Malines.
Il 25 ottobre 2018 ha esordito nelle competizioni europee disputando il match della fase a gironi di UEFA Europa League pareggiato 2-2 contro il Fenerbahçe.

### Nazionale
Ha giocato nelle nazionali giovanili ghanesi Under-20 ed Under-23.